# The Onyx Hotel Tour
The Onyx Hotel Tour fue la quinta gira musical de la cantante estadounidense Britney Spears, realizada para promocionar su cuarto álbum de estudio, In the Zone (2003) y visitó América del Norte y Europa. En diciembre de 2003 se anunció una gira para promocionar el álbum. Su nombre original era In the Zone Tour, pero Spears fue demandada por infracción de marca registrada y se le prohibió usar el nombre. Debido a ello, Spears se sintió inspirada para crear un espectáculo con un tema de trasfondo para la gira, un hotel, que luego mezcló con el concepto de una piedra de ónix. El escenario, inspirado en los musicales de Broadway, fue menos elaborado que sus giras anteriores. El repertorio estuvo compuesto principalmente por canciones de In the Zone, así como algunas de sus canciones anteriores pero reelaboradas con diferentes elementos de jazz, blues y percusión latina. La promotora de la gira, Clear Channel Entertainment, promocionó la gira a una audiencia más adulta que sus giras anteriores, mientras que MTV, quien patrocinó la gira, hizo promoción a través de su canal de televisión y sitios por internet.
La gira se dividió en siete segmentos: Check-In, Mystic Lounge, Mystic Garden, The Onyx Zone, Security Cameras, Club y el encore. El check-in muestra actuaciones con baile y avanza hacia el tema principal, el hotel. Mystic Lounge presenta un homenaje al Cabaret y otros musicales. Mystic Garden exhibió un escenario inspirado en la jungla. The Onyx Zone muestra a Spears interpretando una balada con la compañía de unos acróbatas. Security Cameras fue la parte más atrevida del espectáculo, con Spears y sus bailarines emulando diferentes prácticas sexuales. Club mostró una actuación con influencias urbanas. El encore consistió en un interludio del mal funcionamiento del sistema y Spears actuó con un conjunto rojo. La gira recibió opiniones generalmente favorables de los críticos, quienes la elogiaron por ser entretenida, mientras que la criticaron por parecer "más [como] un espectáculo que un concierto real".
The Onyx Hotel Tour fue un éxito comercial. De acuerdo con la revista Billboard, los 25 espectáculos en Norteamérica recaudaron casi $19 millones con 300,460 boletos y $34 millones con 601,040 boletos vendidos en 52 de 53 espectáculos en todo el mundo. Según Pollstar, The Onyx Hotel Tour vendió 641,428 boletos en 2004. El 6 de junio de 2004, Spears actuó para 25,367 fanáticos en el RDS Arena en Dublín con ganancias de $1,359,648 brutos. Las cuatro noches en el Wembley Arena de Londres recaudaron $2,179,820 con 41,823 boletos vendidos. En marzo, Spears sufrió una lesión en la rodilla en el escenario que la obligó a reprogramar dos shows. En junio, Spears se cayó y se lastimó la rodilla nuevamente durante la filmación del video musical del sencillo «Outrageous». Se sometió a una cirugía artroscópica y el resto de la gira fue cancelada. En 2005, Spears demandó a sus compañías de seguros por negarle un reembolso por la cancelación del resto del espectáculo. Showtime transmitió en vivo el show del 28 de marzo de 2004 en el American Airlines Arena, en un especial titulado Britney Spears: Live from Miami. Se incluyeron imágenes tras bastidores en el reality show Britney & Kevin: Chaotic.

## Antecedentes

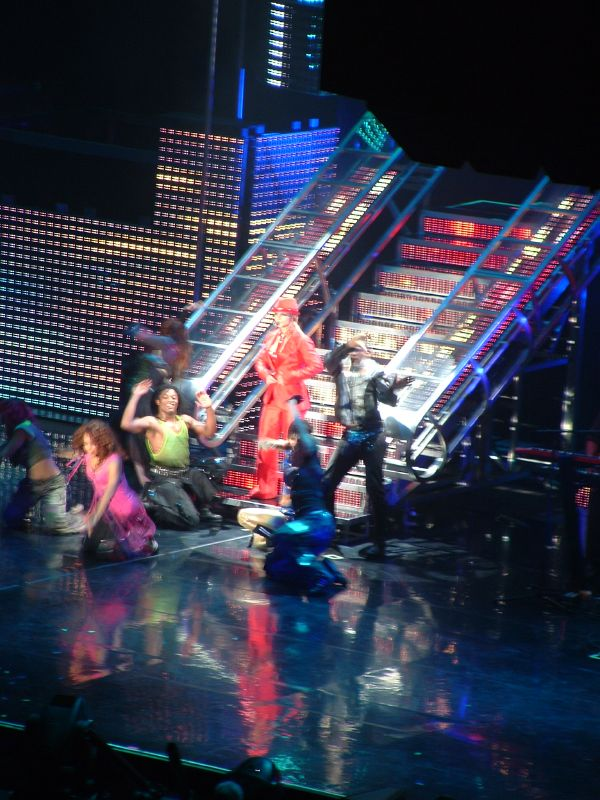
Spears interpretando «Me Against the Music» en el acto final del espectáculo.

El 2 de diciembre de 2003, Spears anunció a través de su web oficial una gira por EE. UU. para apoyar a su cuarto álbum de estudio, In the Zone (2003). La gira se iniciaría el 2 de marzo en San Diego y finalizaría el 12 de abril en Nueva York. Sin embargo, Spears dijo en un comunicado: "Estoy especialmente contenta de poder ofrecer mi gira a nuevos mercados y actuar frente a todos mis fanáticos que no han tenido la oportunidad de ver algunos de mis shows anteriores". El 12 de enero de 2004, cuatro fechas fueron anunciadas en Glasgow, Mánchester, Londres y Birmingham, sus primeras fechas del Reino Unido en cuatro años. Después del comienzo de la etapa norteamericana, en junio, Spears anunció una etapa de verano en los Estados Unidos, así como una etapa europea que comenzaría el 27 de abril en Londres y finalizaría el 5 de junio en el Rock in Rio de Lisboa. También se rumoreaba que durante ese mismo año visitaría América Latina y Asia. The Onyx Hotel Tour fue tituluda desde un principio bajo el nombre In the Zone Tour, pero el 17 de febrero de 2004, un fabricante de ropa del mismo nombre de San Diego demandó a Spears por $10 millones y le prohibió usar la marca registrada. El 17 de mayo de 2004, un hotel llamado Onyx Hotel abrió sus puertas en Boston, Massachusetts. Kimpton Hotels & Restaurant Group se les ocurrió el nombre dos años antes de que se desarrollara la gira. Spears y el grupo Kimpton decidieron promocionar el hotel presentando una habitación llamada The Britney Spears Foundation Room. Fue diseñado por la madre de Spears, Lynne, reflejando la personalidad y el gusto de Spears. La sala se abrió seis semanas después y una parte de la tarifa se destinó a la Fundación de Britney Spears.

## Desarrollo

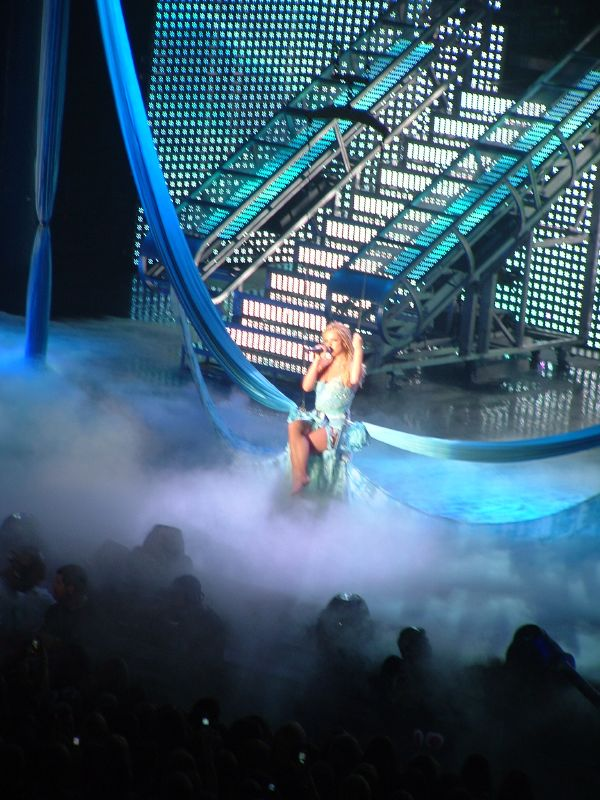
Spears interpretando «Shadow», canción perteneciente a In the Zone.

El espectáculo se inspiró principalmente en los musicales de Broadway, centrados principalmente en el Grand Hotel, que fue dirigido por Tommy Tune y retrató un día en la vida del Berlin Grand Hotel en 1928. Spears dijo que el tema del hotel de la gira fue inspirado gracias al haber viajado tanto. El tema del hotel fue fusionado con el concepto de piedra de ónice. El transcurso se describió como un "hotel único y misterioso impulsado por una piedra de ónice, donde los huéspedes que ingresan brillan con su propia luz en la piedra preciosa y hacen realidad sus fantasías. Es un lugar vibrante y caprichoso donde se realizan sueños maravillosos, y en done se revelan los secretos más oscuros". Spears además comentó, 

"Me encantaría que mi audiencia saliera del auditorio sintiendo que tuvieron la experiencia más mágica de su vida. La piedra de ónice es un símbolo de lo que me guía en mi vida, como si hubiera una imagen más grande en todo, y hay algo que te guía a donde necesitas ir, desde el punto A hasta el punto B."
Britney Spears

Kevin Tancharoen fue elegido como el director de la gira. Sobre el desarrollo de la gira, comentó: "Viniendo de un entorno de amantes del cine, quería que pareciera una película. Un pequeño Joel Schumacher conoce a Tim Burton". Además explicó que la piedra de ónice simbolizaba el deseo sin explotar. El escenario era menos elaborado que su gira anterior, Dream Within a Dream Tour, sin pista extendida hacia el público, para mantener el espectáculo fiel al tema del teatro de Nueva York. Había tres pantallas de video sobre el escenario. También estuvieron presentes varias pantallas de video led en forma de columnas. El listado de canciones fueron principalmente pertenecientes de su álbum In the Zone («Early Mornin» y «Brave New Girl» son las únicas canciones del álbum que no aparecieron en la gira). Otras canciones incluidas fueron «Boys», «I'm A Slave 4 U» y «Overprotected» del álbum, Britney (2001). También se incluyeron tres de sus primeros éxitos, «... Baby One More Time», «(You Drive Me) Crazy» y «Oops! ... I Did It Again», reelaborado con elementos de jazz y blues. Las fotos promocionales de la gira fueron tomadas por Markus Klinko e Indrani. La promotora de la gira Clear Channel Entertainment comercializó la gira a un grupo demográfico completamente diferente al de sus giras anteriores, pasando de familias y niños a un público más adulto. El espectáculo también estaba dirigido al mercado gay. Las campañas promocionales incluidas fueron correos electrónicos animados dirigidos a dos millones de personas que se ajustaban a la descripción de la audiencia. La gira también fue anunciada en varias estaciones de radio y programas de televisión para ese público, como The O.C. MTV fue elegido como patrocinador de la gira. El patrocinio se extendió a anuncios en los boletos y promociones interactivas en MTV.com, como descargas exclusivas, transmisión de videos y subastas de boletos y mercadería en beneficio de la Fundación Britney Spears. Tres episodios de TRL se dedicaron a un especial detrás de escena. El vicepresidente de marketing y promoción musical, Joe Armenia, habló sobre el patrocinio, 

"No hay tantos artistas que atraigan a todos los territorios con un canal de MTV, pero Britney Spears es una de las pocas selectas. Hemos estado esperando la oportunidad de generar un impacto global, y la gira de Britney es la mejor. Parte del resto del año estaremos de gira con Britney. Esto es más apoyo que el que le hemos dado a un artista en los Estados Unidos, y mucho menos en todo el mundo. Nos encanta la asociación con Britney; ella siempre ha sido una parte central de este canal y nuestros fanáticos aman a Britney".
Joe Armenia

## Sinopsis del concierto

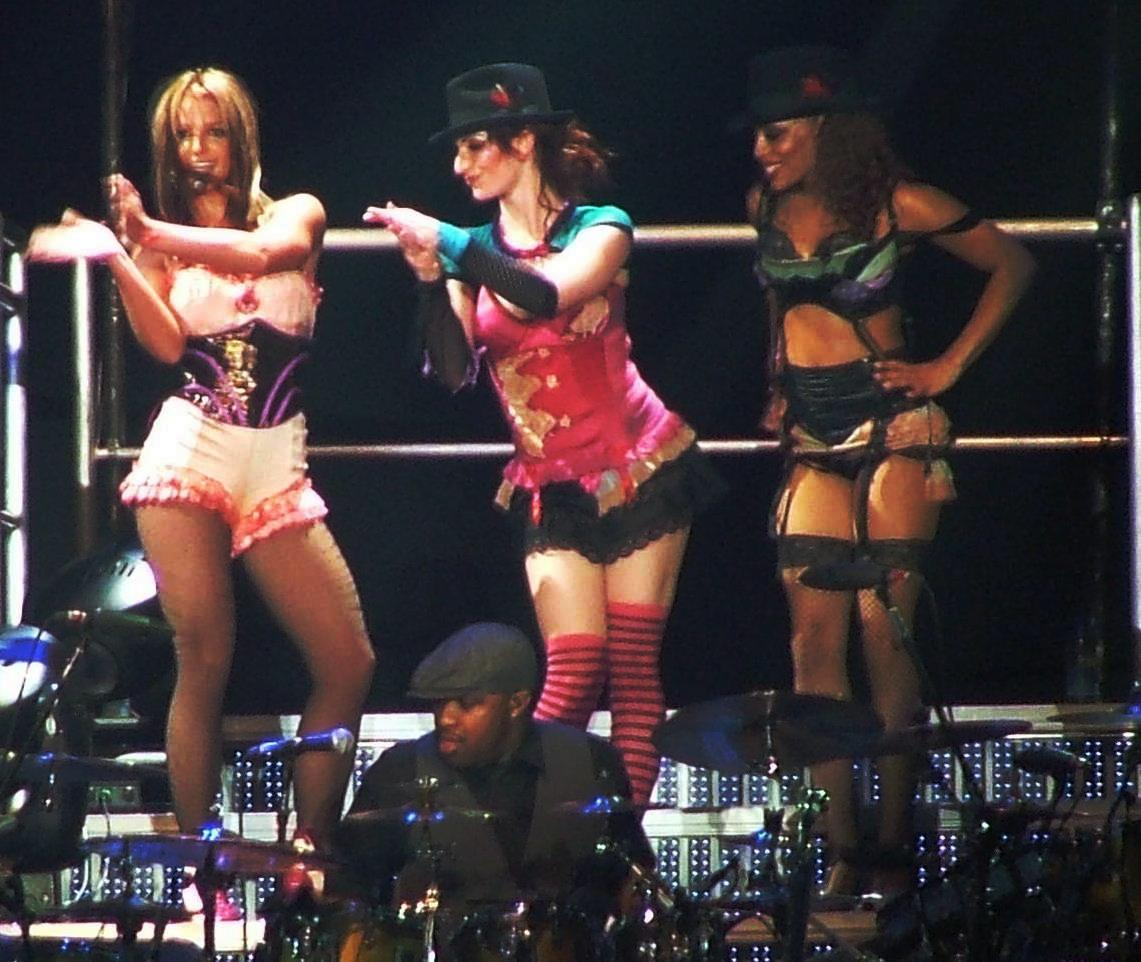
Spears y sus bailarinas durante el final de «(You Drive Me) Crazy».

El espectáculo comenienza con un sketch donde un maestro de ceremonias extravagante da la bienvenida a los espectadores al Hotel Onyx. Después de esto, toma un ónix y lo lanza en las pantallas de vídeo, causando que un candelabro virtual caiga en el suelo. Spears aparece brevemente en la pantalla, mientras sus bailarines descienden al escenario. Ella entra en lo alto de un autobús pequeño, vestida con un catsuit negro y empieza a interpretar «Toxic». Ya en el escenario principal, interpreta «Overprotected». Luego Spears toma un descanso para hablar con el público, antes de comenzar a presentar «Boys», que incluyó a los bailarines moviéndose mientras ella estaba de pie en un carro de equipaje. Seguido interpreta «Showdown» con una iluminación tipo arco iris. Más adelante se muestra un video intermedio seguido con Spears y sus amigos saliendo de un club. Ella ve y sigue a una mujer vestida con el estilo de los años 1930 que la invita a entra al "Mystic Lounge". Britney reaparece con un corsé para llevar a cabo «...Baby One More Time» y «Oops!... I Did It Again» con sus cantantes de fondo. Luego, Spears y sus bailarines llevan a cabo «(You Drive Me) Crazy». Después de esto, ella habla con el público y por lo general en sus shows hacía referencia a su boda con su amigo de la infancia Jason Alexander. También presentaba a su banda antes de abandonar el escenario.
En la siguiente sección, se muestra un video intermedio de Spears en el que lleva un vestido de flores y entra en el "Mystic Garden". Cuando el video termina, ella aparece en el escenario sentada en un piano cubierto por plantas. Luego, habla a la audiencia antes de interpretar «Everytime». Sus bailarines se unen a ella para interpretar «The Hook Up» y el escenario se transforma en una selva como en antiguas presentaciones de «I'm a Slave 4 U». El show continua con otro video interludio con una parodia de los espectáculos con temas paranormales, "The Onyx Zone", con el maestro de ceremonias haciendo una parodia de Rod Serling y la introducción de "The Room Shadow". Spears reaparecía en un columpio para interpretar «Shadow». Durante la actuación, Spears es elevada en el aire, con acróbatas girando en las telas. Spears deja el escenario mientras los bailarines realizan un interludio de ballet en trajes de color piel. La sección siguiente se inicia con una proyección de video de dos guardias vigilando a Spears en su habitación a través de cámaras de seguridad. Spears aparece en un pequeño escenario con un traje blanco e interpreta «Touch of My Hand» en una tina transparente. Durante esto se quita la bata, para revelar un traje de cuerpo desnudo con los cristales que se parecían al del vídeo «Toxic». Deja brevemente el escenario para un cambio de vestuario y reapare en la mini plataforma, donde baja al escenario principal en una barra, con lencería rosa y canta «Breathe on Me» en una cama con uno de sus bailarines. Luego se pone un abrigo blanco y realiza «Outrageous», la última canción del acto.
En el siguiente acto, Spears y sus bailarines visten ropa de calle y realizan «(I Got That) Boom Boom». Después de esto, ella agradece al público por su presencia. Seguido comenzaba una pantalla con un mal funcionamiento del sistema en el que una voz femenina realiza una cuenta atrás, mientras las pantallas dibujan la silueta de Britney, que luego se levanta para revelar a Spears en la parte superior de una escalera. Después de esto, interpreta «Me Against the Music» (Rishi Rich's Desi Kulcha Remix) y Spears aparece en el escenario con un conjunto rojo. El show termina con Spears y sus bailarines en la escalera, donde la pantalla se baja y Spears hace su salida con una lluvia de confeti.

## Recepción

### Crítica

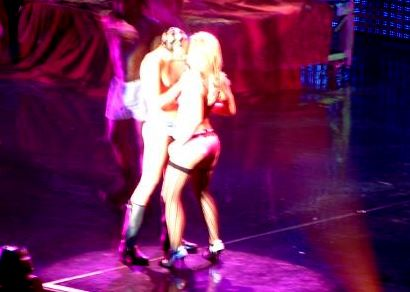
Spears besando a un bailarín durante la interpretación de «Breathe on Me».

La gira recibió críticas mixtas y positivas. Gene Stout del Seattle Post-Intelligencer lo llamó un "palpitante, espectáculo de efectos especiales". Aline Mendelsohn de The Orlando Sentinel notó la influencia de Janet Jackson en la coreografía del show y los temas sugerentes, que habían atraído muchos titulares debido a la "mayor sensibilidad de la era post-Janet Jackson". MTV UK puso en relieve las comparaciones con las primeras giras de Madonna como la gira The Girlie Show World Tour y agregó que "el show es un espectáculo de teatro, con campo de presentador, bailarines sexys, deslumbrantes vestuarios y piezas extravagantes y el conjunto de todo lo formaba fabulosamente obsceno". Bill Decano de The Ledger informó que la gira fue" un descuidado grande y lleno de sexo ". También añadió: "Su presencia sigue siendo cautivante. [...] Tal vez incluso subconcientamente, la función más importante de la gira Onyx es que puede predecir un futuro en Broadway o de películas musicales". Neil Strauss, de The New York Times afirmó que "su gira fue más un espectáculo de teatro y danza que un concierto, con la puesta en escena a partes iguales del Cirque du Soleil y el renovado Times Square. [...] A veces, el espectáculo parecía más como un homenaje de Las Vegas a la Sra. Spears que un concierto de la propia Sra. Spears".
Chris Willman de Entertainment Weekly dijo que "en Britney, la idea fantástica de Paul Verhoeven de una bailarina como superestrella se ha encarnado. Pero cada artista necesita de un espectáculo. La gira Onyx Hotel no cuenta como uno, con su mezcolanza arbitraria de Madonna al estilo de sexo y parodias y el surrealismo del Cirque du Soleil". Pamela Sitt del The Seattle Times  dijo que "fue una alta calidad de espectáculo pero con una baja calidad en cuanto al fondo, girando locamente de burlesque a cuento de hadas hasta un peep show". Doug Elfman de Las Vegas Review-Journal señaló que el show "es una perforación fuera de foco de una falsa sexualidad, canciones horribles, coreografía trillada, temas dispersos y menos ambición que un gato que se sienta alrededor de sí mismo lamiéndose todo el día". Darryl Morden de msnbc.com comentó que, "a veces era divertido, pero en general quedó como una variación sobre el mismo espectáculo que ha estado haciendo desde hace varios años".

### Comercial
Las entradas se vendieron más lentamente que en sus giras anteriores. Esto se atribuyó al cambio en la audiencia, ya que su nueva situación demográfica tendía a ser "normalmente un comprador del último boleto de segunda".  Un mes antes de que la gira comenzara siete fechas ya se habían vendido totalmente, incluyendo los shows de Fresno y Toronto. La mercancía de la gira recaudó $ 4 millones en la parte norteamericana solamente, con un promedio de entre $ 150,000 y $ 170,000 por noche. Esto hizo que Spears se convirtiera en la mayor artista de ventas de mercancías desde que comenzó su carrera en 1999, con un total de ganancias de más de $ 30 millones.  El 16 de julio de 2004, la gira fue catalogada como la número ocho más recaudadora del primer semestre de 2004, recaudando $ 19 millones. La gira terminó con ganancias totales de $ 34 millones.

## Cancelación y demanda judicial
El 8 de junio de 2004, Spears estaba filmando el video musical de «Outrageous» en Manhattan, cuando se cayó y se lastimó la rodilla izquierda. Fue llevada inmediatamente a un hospital local, donde los médicos realizaron una resonancia magnética y le encontraron un cartílago flotante. Al día siguiente, Spears se sometió a una cirugía artroscópica. Se vio obligada a permanecer seis semanas con un aparato ortopédico en el muslo, seguida de ocho a doce semanas de rehabilitación, lo que provocó la cancelación de futuros conciertos. Jive Records emitió un comunicado diciendo que Spears planeaba volver a visitar las ciudades en el futuro. El 4 de febrero de 2005, Spears presentó una demanda en la Corte Suprema del estado de Nueva York contra ocho compañías de seguros que le negaron un reembolso de $9.8 millones. Las aseguradoras se negaron porque alegaron que Spears no les informó completamente sobre la lesión de rodilla de 1999 en el formulario de seguro. El abogado Jonathan Stoler que defendió a Spears en el caso dijo:

"Estas son las mismas aseguradoras que le proporcionaron pólizas en [varias] giras y la autorizaron y estaban al tanto de la lesión anterior. La supuesta omisión se relacionó con una pregunta por la cual se le preguntó a la Sra. Spears si en los últimos cinco años ella se había sometido a alguna cirugía. La Sra. Spears, en todas las circunstancias anteriores, había indicado que sí, pero en el momento en que estaba revisando esta solicitud, respondió que "no". No habían pasado cinco años completos, sino cuatro años y once meses desde la cirugía [en 1999] e incluso si ella había respondido afirmativamente, nuestra opinión es que no hay diferencia."
Jonathan Stoler

## Emisiones y grabaciones
El 12 de enero de 2004, se anunció que Showtime transmitiría en vivo el show de Miami en el American Airlines Arena el 28 de marzo, en un especial titulado Britney Spears Live from Miami. Fue dirigido por Hamish Hamilton. Se grabó un video promocional e imágenes para el concierto, en las que Spears usó peinados de los años 1920 y 1930. También llevaba un vestido largo y negro de Roberto Cavalli, que fue subastado en eBay; los ingresos fueron directamente a la Fundación Britney Spears. El 13 de abril de 2004, MTV informó que Spears estaba planeando un reality show titulado "OnTourage" para documentar el backstage del tramo europeo, de manera similar al de Madonna, Madonna: Truth or Dare. Sin embargo, el programa fue reelaborado en el reality show Britney & Kevin: Chaotic. El concierto para el festival Rock in Rio en Lisboa, Portugal se transmitió en vivo el 5 de junio de 2004.

## Teloneros
- Kelis (Norteamérica)
- Skye Sweetnam (Europa y Norteamérica)
- JC Chasez (Europa)
- Wicked Wisdom (Europa)

## Repertorio
Act 1 Check In
1. «Toxic»
2. «Overprotected» (Darkchild Remix)
3. «Boys» (The Co-Ed Remix)
4. «Showdown»

Act 2 Mystic Lounge
1. «...Baby One More Time» (Cabaret Mix)
2. «Oops!... I Did It Again» (Jazz Version)
3. «(You Drive Me) Crazy» (Jazz-Dance Version)

Act 3 Mystic Garden
1. «Everytime»
2. «The Hook Up»
3. «I'm a Slave 4 U»

Act 4 The Onyx Zone
1. «Shadow»

Act 5 Security Cameras
1. «Touch of My Hand»
2. «Breathe on Me»
3. «Outrageous»

Act 6 Club
1. «(I Got That) Boom Boom»

Act 7 Bis
1. «Me Against the Music» (Rishi Rich's Deci Kulcha Remix)

## Fechas
| Fecha               | Ciudad             | País              | Lugar                      | Teloneros               | Entradas vendidas/disponibles | Recaudación       |
| América del Norte   | América del Norte  | América del Norte | América del Norte          | América del Norte       | América del Norte             | América del Norte |
| ------------------- | ------------------ | ----------------- | -------------------------- | ----------------------- | ----------------------------- | ----------------- |
| 2 de marzo de 2004  | San Diego          | Estados Unidos    | San Diego Sports Arena     | Kelis Skye Sweetnam     | 11,578 / 14,391               | $666,015          |
| 3 de marzo de 2004  | Glendale           | Estados Unidos    | Glendale Arena             | Kelis Skye Sweetnam     | 13,143 / 13,718               | $786,473          |
| 5 de marzo de 2004  | Fresno             | Estados Unidos    | Save Mart Center           | Kelis Skye Sweetnam     | 12,710 / 12,710               | $760,384          |
| 6 de marzo de 2004  | Las Vegas          | Estados Unidos    | MGM Grand Garden Arena     | Kelis Skye Sweetnam     | 13,297 / 13,297               | $1,075,105        |
| 8 de marzo de 2004  | Los Ángeles        | Estados Unidos    | Staples Center             | Kelis Skye Sweetnam     | 15,059 / 15,171               | $1,060,057        |
| 9 de marzo de 2004  | Oakland            | Estados Unidos    | Oakland Arena              | Kelis Skye Sweetnam     | 11,659 / 11,659               | $823,963          |
| 11 de marzo de 2004 | Portland           | Estados Unidos    | Rose Garden                | Kelis Skye Sweetnam     | 7,781 / 11,562                | $509,675          |
| 12 de marzo de 2004 | Seattle            | Estados Unidos    | KeyArena                   | Kelis Skye Sweetnam     | 10,426 / 10,898               | $650,208          |
| 15 de marzo de 2004 | Denver             | Estados Unidos    | Pepsi Center               | Kelis Skye Sweetnam     | 11,439 / 15,700               | $639,682          |
| 17 de marzo de 2004 | Omaha              | Estados Unidos    | Qwest Center Omaha         | Kelis Skye Sweetnam     | 11,871 / 13,567               | $626,871          |
| 18 de marzo de 2004 | Moline             | Estados Unidos    | iWireless Center           | Kelis Skye Sweetnam     | 8,697 / 10,463                | $516,694          |
| 23 de marzo de 2004 | Atlanta            | Estados Unidos    | Philips Arena              | Kelis Skye Sweetnam     | 12,456 / 14,144               | $793,814          |
| 24 de marzo de 2004 | Columbia           | Estados Unidos    | Colonial Center            | Kelis Skye Sweetnam     | 12,737 / 12,737               | $715,683          |
| 25 de marzo de 2004 | Jacksonville       | Estados Unidos    | Veterans Memorial Arena    | Kelis Skye Sweetnam     | 11,227 / 11,227               | $704,961          |
| 28 de marzo de 2004 | Miami              | Estados Unidos    | American Airlines Arena    | Kelis Skye Sweetnam     | 12,880 / 12,880               | $826,543          |
| 29 de marzo de 2004 | Orlando            | Estados Unidos    | TD Waterhouse Centre       | Kelis Skye Sweetnam     | 10,189 / 10,189               | $658,295          |
| 31 de marzo de 2004 | Filadelfia         | Estados Unidos    | Wachovia Center            | Kelis Skye Sweetnam     | 15,400 / 15,400               | $1,002,316        |
| 3 de abril de 2004  | Toronto            | Canadá            | Air Canada Centre          | Kelis Skye Sweetnam     | 16,409 / 16,409               | $993,010          |
| 4 de abril de 2004  | Montreal           | Canadá            | Bell Centre                | Kelis Skye Sweetnam     | 12,942 / 12,942               | $857,003          |
| 6 de abril de 2004  | Mánchester         | Estados Unidos    | Verizon Wireless Arena     | Kelis Skye Sweetnam     | 9,141 / 9,270                 | $602,643          |
| 8 de abril de 2004  | Providence         | Estados Unidos    | Dunkin' Donuts Center      | Kelis Skye Sweetnam     | 10,628 / 10,762               | $668,506          |
| 9 de abril de 2004  | Trenton            | Estados Unidos    | Sovereign Bank Arena       | Kelis Skye Sweetnam     | 7,411 / 7,411                 | $528,784          |
| 10 de abril de 2004 | East Rutherford    | Estados Unidos    | Continental Airlines Arena | Kelis Skye Sweetnam     | 17,000 / 17,219               | $959,306          |
| 13 de abril de 2004 | Rosemont           | Estados Unidos    | Allstate Arena             | Kelis Skye Sweetnam     | 13,383 / 14,882               | $866,678          |
| 14 de abril de 2004 | Auburn Hills       | Estados Unidos    | The Palace of Auburn Hills | Kelis Skye Sweetnam     | 13,059 / 13,998               | $730,045          |
| Europa              |                    |                   |                            |                         |                               |                   |
| 26 de abril de 2004 | Londres            | Reino Unido       | Wembley Arena              | JC Chasez Wicked Wisdom | N/A                           | N/A               |
| 27 de abril de 2004 | Londres            | Reino Unido       | Wembley Arena              | JC Chasez Wicked Wisdom | N/A                           | N/A               |
| 29 de abril de 2004 | Glasgow            | Reino Unido       | SEC Centre                 | JC Chasez Wicked Wisdom | N/A                           | N/A               |
| 30 de abril de 2004 | Glasgow            | Reino Unido       | SEC Centre                 | JC Chasez Wicked Wisdom | N/A                           | N/A               |
| 1 de mayo de 2004   | Mánchester         | Reino Unido       | Manchester Arena           | JC Chasez Wicked Wisdom | N/A                           | N/A               |
| 3 de mayo de 2004   | Londres            | Reino Unido       | Wembley Arena              | JC Chasez Wicked Wisdom | N/A                           | N/A               |
| 4 de mayo de 2004   | Londres            | Reino Unido       | Wembley Arena              | JC Chasez Wicked Wisdom | N/A                           | N/A               |
| 5 de mayo de 2004   | Birmingham         | Reino Unido       | NIA                        | JC Chasez Wicked Wisdom | N/A                           | N/A               |
| 7 de mayo de 2004   | Róterdam           | Países Bajos      | Ahoy Arena                 | N/A                     | N/A                           | N/A               |
| 9 de mayo de 2004   | Copenhague         | Dinamarca         | The Forum                  | N/A                     | N/A                           | N/A               |
| 10 de mayo de 2004  | Oslo               | Noruega           | Oslo Spektrum              | N/A                     | N/A                           | N/A               |
| 11 de mayo de 2004  | Estocolmo          | Suecia            | Globe Arena                | N/A                     | N/A                           | N/A               |
| 14 de mayo de 2004  | Fráncfort del Meno | Alemania          | Festhalle Frankfurt        | N/A                     | N/A                           | N/A               |
| 15 de mayo de 2004  | Hamburgo           | Alemania          | Color Line Arena           | N/A                     | N/A                           | N/A               |
| 16 de mayo de 2004  | Berlín             | Alemania          | Velodrom                   | N/A                     | N/A                           | N/A               |
| 18 de mayo de 2004  | Lyon               | Francia           | Halle Tony Garnier         | N/A                     | N/A                           | N/A               |
| 19 de mayo de 2004  | Milán              | Italia            | Fila Forum                 | N/A                     | N/A                           | N/A               |
| 20 de mayo de 2004  | Zúrich             | Suiza             | Hallenstadion              | N/A                     | N/A                           | N/A               |
| 22 de mayo de 2004  | Viena              | Austria           | Wiener Stadthalle          | N/A                     | N/A                           | N/A               |
| 23 de mayo de 2004  | Budapest           | Hungría           | Budapest Sports Arena      | N/A                     | N/A                           | N/A               |
| 25 de mayo de 2004  | Múnich             | Alemania          | Olympiahalle               | N/A                     | N/A                           | N/A               |
| 28 de mayo de 2004  | Oberhausen         | Alemania          | Köpi Arena                 | N/A                     | N/A                           | N/A               |
| 29 de mayo de 2004  | Gante              | Bélgica           | Flanders Expo              | N/A                     | N/A                           | N/A               |
| 30 de mayo de 2004  | París              | Francia           | Bercy                      | N/A                     | N/A                           | N/A               |
| 1 de junio de 2004  | Belfast            | Irlanda           | Odyssey Arena              | N/A                     | N/A                           | N/A               |
| 2 de junio de 2004  | Dublín             | Irlanda           | 3Arena                     | N/A                     | N/A                           | N/A               |
| 3 de junio de 2004  | Dublín             | Irlanda           | 3Arena                     | N/A                     | N/A                           | N/A               |
| 5 de junio de 2004  | Lisboa             | Portugal          | Parque da Bela Vista       | N/A                     | N/A                           | N/A               |
| 6 de junio de 2004  | Dublín             | Irlanda           | RDS Arena                  | N/A                     | N/A                           | N/A               |
| Total               | Total              | Total             | Total                      | Total                   | 288,503 / 310,080 (93%)       | $18,307,331       |